# Laneuveville-lès-Lorquin
Laneuveville-lès-Lorquin ist eine französische Gemeinde mit 105 Einwohnern (Stand 1. Januar 2022) im Département Moselle in der Region Grand Est (bis 2015 Lothringen). Sie gehört zum Arrondissement Sarrebourg-Château-Salins.

## Geografie
Die Gemeinde Laneuveville-lès-Lorquin liegt an der Weißen Saar, etwa zehn Kilometer südwestlich von Sarrebourg am Fuß der Vogesen. Das Gemeindegebiet umfasst 2,3 km².

## Geschichte
Das Dorf gehört seit 1661 zu Frankreich.
1915–18 und 1940–44 trug es den verdeutschten Namen Neuendorf bei Lörchingen.

### Bevölkerungsentwicklung
| Jahr      | 1962 | 1968 | 1975 | 1982 | 1990 | 1999 | 2007 | 2019 |
| Einwohner | 108  | 108  | 112  | 89   | 70   | 73   | 93   | 106  |